# Государственная больница Нью-Амстердама
Государственная больница Нового Амстердама в Нью-Амстердаме, Гайана, является выдающимся примером деревянной архитектуры и одним из двух сохранившихся архитектурных шедевров, разработанных Сезаром Кастеллани, архитектором, работающим в Департаменте общественных работ Британской Гвианы .
Строительство началось в конце 1881 года за счет средств, предоставленных Департаменту общественных работ колониальной администрацией. Больница была построена поэтапно. Центральный павильон был завершен в 1881 году. Больница была почти завершена в 1884 году и открылась в 1885 году.

## Внешние ссылки
- Aerial view